# Jackie Ross

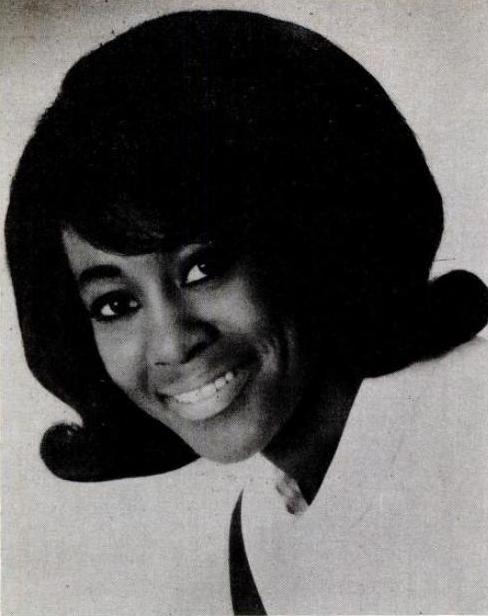
Jackie Ross, 1965.

Jackie Ross (* 30. Januar 1946 in St. Louis, Missouri als Jaculyn Bless Ross) ist eine afroamerikanische Soulsängerin. Von 1964 bis 1965 war sie dreimal in den Billbord-Hot 100 und in den Rhythm-and-Blues-Charts vertreten.

## Plattenkarriere
Mit drei Jahren sang die Tochter eines Priester-Ehepaars in der Radio-Gospel-Show der Eltern mit. Als der Vater 1954 starb, zogen Mutter und Tochter nach Chicago. Dort schloss die Familie Freundschaft mit dem Soulsänger Sam Cooke, der 1962 Jackie Ross veranlasste, bei der ihm gehörenden Plattenfirma SAR Records eine Single aufzunehmen. Da diese Schallplatte beim Publikum unbeachtet blieb, beschränkte sich die 16-Jährige als Sängerin in der Chicagoer Syl Johnson's Band.

Erfolgreich mit Selfish One auf Chess 1903, 1964.

1964 schloss Jackie Ross einen Schallplattenvertrag mit der in Chicago ansässigen Plattenfirma Chess Records ab, wo im Sommer des Jahres die erste Single produziert wurde. Der darauf enthaltene Titel Selfish One kam im August 1964 in die Billboard Hot 100, wo er bis zum Platz elf aufstieg. In den Rhythm-and-Blues-Charts erhielt Selfish One mit Platz vier eine noch bessere Bewertung. Mit den mäßigen Einstufungen ihren nachfolgenden Titeln I've Got the Skill (89./46.) und Jerk and Twine (85./38) vermochte Ross ihren Anfangserfolg nicht mehr wiederholen.
Nach insgesamt sieben Singles und der 1962 produzierten Langspielplatte Full Bloom lief Ende 1965 der Vertrag mit Chess aus. Bis 1974 veröffentlichte Jackie Ross in kurzen Abständen Singles bei diversen anderen Labels, bis 1974 bei Sedgrick nach drei letzten Singles die aktuelle Plattenkarriere beendet war.

## US-Charts bei Billboard
| Einstieg | Titel              | Hot 100 | R&B |
| -------- | ------------------ | ------- | --- |
| 08/1964  | Selfish One        | 11.     | 04. |
| 11/1964  | I've Got the Skill | 89.     | 46. |
| 01/1965  | Jerk and Twine     | 85.     | 38. |

## US-Diskografie

### Vinyl-Singles
| A/B-Seite                                            | Katalog-Nr. | veröffentl. |
| ---------------------------------------------------- | ----------- | ----------- |
|                                                      | SAR         |             |
| Hard Times / Hold Me                                 | 129         | 1962        |
|                                                      | Chess       |             |
| Selfish One / Everything But Love                    | 1903        | 07/1964     |
| I've Got the Skill / Change Your Ways                | 1913        | 10/1964     |
| Haste Makes Waste / Wasting Time                     | 1915        | 11/1964     |
| Jerk and Twine / New Lover                           | 1920        | 01/1965     |
| Dynamite Lovin' / You Really Know How to Hurt a Girl | 1929        | 05/1965     |
| Take Me for a Little While / Honey Dear              | 1938        | 07/1965     |
| We Can Do It / Honey Dear                            | 1940        | 08/1965     |
|                                                      | Brunswick   |             |
| Keep Your Chin Up / Love Is Easy to Lose             | 55325       | 05/1967     |
| Mr. Sunshine / Walk on My Side                       | 55361       | 01/1968     |
|                                                      | Fountain    |             |
| Don't Change Your Mind / Who Could Be Loving You     | 1101        | 08/1969     |
|                                                      | Mercury     |             |
| Showcase / Angel in the Morning                      | 73041       | 1970        |
| Glory Be / I Must Give You Time                      | 73185       | 1971        |
|                                                      | USA         |             |
| Doctor Slaps Man's Born / Need Your Love So Bad      | 103         | 10/1971     |
|                                                      | Scepter     |             |
| What Would You Give / World's in a Hell of a Shape   | 12345       | 1972        |
|                                                      | GSF         |             |
| Woman Get Nothing from Love / Do I                   | 6886        | 11/1972     |
| A One Woman's Man / Take the Weight off Me           | 6895        | 1973        |
|                                                      | Sedgrick    |             |
| Take the Weight off Me / A one Woman Man             | 3007        | 1974        |
| Where Does the Joy Go / Where Does the Joy Go        | 4001        | 1974        |
| Doctor’s Slap Man Is Born / Need Your Love So Bad    | 5002        | 1974        |

### Langspielplatte
| Full Bloom Chess 1489, 1964 |
| Tracks: A: 1 Selfish One, 2 Everything But Love, 3 Wasting Time, 4 I Had a Talk With My Man, 5 Be Sure You Know, 6 Summertime / B: 1 I've Got the Skill, 2 Change Your Ways, 3 Don't Take My Love, 4 Haste Makes Waste, 5 (I Wanna Hear It) From You, 6 Misty |